# Svendborgmotorvejen
Autostrada Svendborgmotorvejen - autostrada biegnąca z północy na południe po trasie drogi krajowej nr 9 od skrzyżowania z Fynske Motorvej (M40) na węźle Odense do miejscowości Svendborg.
Pomimo posiadania numeru M41, autostrada oznakowana jest jako droga krajowa nr 9 (duń. Primærrute 9).